# Rausatz
Der Rausatz (vor der Rechtschreibreform Rauhsatz) ist eine Variante des zumeist linksbündigen Flattersatzes.
Er bezeichnet eine Satztechnik mit einer fest definierten Flatterzone, sodass die Länge der Zeilen weniger stark schwankt als beim Flattersatz.
Dabei werden die unterschiedlich langen Zeilen durch manuelle oder automatische Worttrennung am Zeilenende angeglichen, wobei bei automatischer Worttrennung in Textverarbeitungs-Software unschöne oder orthografisch falsche Worttrennungen auftreten können.
Der gemeinsame Vorteil von Rausatz und Flattersatz sind die gleichmäßigen Wortabstände, die sich positiv vom Blocksatz abheben.